# Myrmarachne formosana (Matsumura)
Myrmarachne formosana is een spinnensoort in de taxonomische indeling van de springspinnen (Salticidae).
Het dier behoort tot het geslacht Myrmarachne. De wetenschappelijke naam van de soort werd voor het eerst geldig gepubliceerd in 1911 door Matsumura.

## Voorkomen
De soort komt voor in Taiwan.